# 约翰·安斯特
约翰·安斯特（John Anster，1793年—1867年6月9日）是一位爱尔兰教授和诗人，他是都柏林三一学院的民法教授。

## 生活
安斯特出生于科克郡的夏尔维尔，从1814年开始在都柏林三一学院接受教育。他从天主教改信爱尔兰教会，并于1824年被录取为律师。1826年，他在《北英国评论》上发表了散文散文，并为《护身符》贡献了28首诗。最终，他成为了都柏林三一学院的民法教授，从1837年开始担任海军法院的登记官。
在1820年6月的布莱克伍德杂志上，安斯特出版了歌德的《浮士德》翻译片段，并在英国和美国重印。他于1835年出版了第一部分《浮士德：一个戏剧性的谜团》，第二部分出现在1864年
1837年至1856年间，他是《都柏林大学杂志》的撰稿人。

## 作品
- 《花式頌》，与其他诗歌（都柏林：米利肯1815）
- 威尔士夏洛特公主殿下去世的台词（都柏林：雷.米利肯；伦敦：朗曼1818）
- 带有德语翻译的诗歌（都柏林：雷.米利肯；伦敦：卡德尔与戴维斯；爱丁堡：布莱克伍德 1819）
- 歌德的浮士德（1820）
- 泽尼奥拉（1824）
- 浮士德（伦敦：哈拉普1925）
- 浮士德：一个戏剧性的奥秘；康斯的新娘；第一个瓦尔普尔吉斯之夜，“由贾伊翻译”（伦敦：朗曼1835）
- 泽尼奥拉：包括席勒和德拉莫特-福克的翻译的诗歌（都柏林：雷.米利肯1837）
- 爱尔兰民谣诗中的仙女孩子，查尔斯·加万·达菲，编辑。（1845）
- 罗马民法研究入门讲座（都柏林：霍奇斯与史密斯 1850）
- 席勒，都柏林大学杂志，卷7，第37号（1856年1月）
- 浮士德：第二部分，来自歌德的德语（伦敦：朗曼1864年）
- 上个世纪结束和现在开始的德国文学，在文学和艺术下午讲座中（都柏林：霍奇斯与史密斯；伦敦：贝尔与达尔迪 1864年），pp.151-95。

## 笔记
1. ↑  . Notes and Queries. 1924-06-21, CXLVI (jun21)  [2025-06-21]. ISSN 1471-6941. doi:10.1093/nq/cxlvi.jun21.460a.